# Resident Advisors
Residents Advisors est une série télévisée américaine en sept épisodes de 22 minutes créée par Alex J. Reid, Taylor Jenkins Reid et Natalia Anderson, et mise en ligne le 9 avril 2015 sur Hulu.
Cette série est inédite dans tous les pays francophones.

## Synopsis
La série suit un groupe de conseillers résidents dans le dortoir d'une fac.

## Distribution

### Acteurs principaux
- Jamie Chung : Olivia Blunt
- Ryan Hansen : Doug Weiner
- Andrew Bachelor : Sam Parker
- Juliette Goglia : Rachel Cunningham
- Alison Rich : Amy Willard
- Graham Rogers : Tyler Stone
- Daryl Sabara : Leslie Flowers

### Acteurs récurrents
- Romy Rosemont : Dean Berber
- Jacob Wysocki (en) : Jack, Charles
- Vanessa Lengies : Marissa Penson-Weiner
- Esther Povitsky : Emily White
- Matt Shively : Mike Shelton
- David Del Rio : Ian
- Echo Kellum : Officier Dillerson

### Invités
- Ryan Malgarini (en) : Beep Hutcherson
- Alex Newell : Morgan
- Chrissie Fit : Squatting Resident
- Hana Mae Lee : PJ (Paula-Jean)
- Anna Camp : Constance Renfro
- Michael Blaiklock (en) : Rooster
- Nicole Byer (en) : Kiki
- Colton Dunn : Remplaçant Doug Weiner
- Jayma Mays : Dr Michaela Roberts
- Elizabeth Banks : Docteur du dortoir
- Brea Grant : Amie de Olivia

## Épisodes
1. Movin In Day
2. Sexiled
3. Conflict Resolution
4. The Motivational Speaker
5. Alcohol Awareness
6. Halloween
7. The Fire